# 京丹後市立大宮南小学校
京丹後市立大宮南小学校（きょうたんごしりつ おおみやみなみしょうがっこう）は、京都府京丹後市大宮町にある公立小学校。2013年に京丹後市立大宮第二小学校と京丹後市立大宮第三小学校が統合して開校（旧大宮第二小学校の校舎を使用）した。

## 沿革
- 2013年 - 開校[2]

## 通学区域
- 旧大宮第二小学校区 - 大宮町奥大野区、上常吉区、下常吉区、谷内区、三坂区
- 旧大宮第三小学校区 - 大宮町三重区、森本区、延利区、明田区、五十河区、新宮区、久住区[3]

## 進学先中学校
- 京丹後市立大宮中学校

## 通学区域が隣接している学校
- 京丹後市立いさなご小学校
- 京丹後市立大宮第一小学校
- 京丹後市立弥栄小学校
- 宮津市立日置小学校
- 与謝野町立岩滝小学校
- 与謝野町立山田小学校
- 与謝野町立市場小学校
- （兵庫県）豊岡市立資母小学校